# Club Sportivo Alianza
El Sportivo Alianza fue un club del Cercado de Lima, perteneciente al Departamento de Lima del Perú. Sportivo Alianza se fundó en 1903, del Barrio de San Francisco.

## Historia
El Sportivo Alianza fue un club fundado en 1903 del Barrio de San Francisco del Cercado de Lima, Departamento de Lima del Perú. Su relevancia y contribución en el balompié nacional, es que ayudó a difundir el fútbol en Lima y también en el Callao antes de la creación del campeonato peruano de 1912.
Comenzó participando en el fútbol peruano en eventos y torneos organizados por clubes antiguos y contemporáneos de Lima como: Escuela Militar de Chorrillos, Atlético Grau No.1, Escuela de Artes y Oficios, Atlético Unión, Unión Cricket,  Sportivo Unión, Atlético Lima, Club Internacional entre otros equipos.
También con equipos históricos de la Provincia Constitucional del Callao como por ejemplo: Club Independencia, Club Libertad, Atlético Pardo, Atlético Grau No.2, San Martín, Alfonso Ugarte, Sport Bolognesi, Club Unión Juvenil, los Pilotines que eran equipos combinados de jugadores de los diferentes buques británicos, y también con el famoso Club Atlético Chalaco.

## Amistosos
- Partidos amistosos de 1903,1904,1905 con la Escuela Militar de Chorrillos.
- Partidos amistosos de 1903,1904,1905 con la Escuela de Artes y Oficios.
- Partidos amistosos de 1904,1905,1908 con el Atlético Chalaco.
- Encuentros amistosos de 1903,1904,1905 con el Club Independencia.
- Encuentros amistosos de 1903,1904,1905,1910 con el Atlético Pardo.

## Uniforme
Evolución Indumentaria.
| Titular 1 | Titular 2 | Titular 3 | Titular 4 | Titular 5 | Titular 6 |